# ماري فريمان بيرن
ماري فريمان بيرن (بالإنجليزية: Mary Freeman Byrne)‏ هي كاتِبة أمريكية، ولدت في 4 أكتوبر 1886، وتوفيت في 18 يناير 1961.